# Gloria Bell
Gloria Bell è un film del 2018 diretto da Sebastián Lelio con protagonista Julianne Moore.
La pellicola è il remake del film del 2013 Gloria, diretto dallo stesso Sebastián Lelio.

## Trama
Gloria Bell è una donna divorziata, non più giovane; i figli sono usciti di casa e lei non desidera trascorrere i suoi giorni e le sue notti da sola. Determinata a sfidare l'età e la solitudine, s'imbarca in un vortice di feste nei night club di Los Angeles alla ricerca della gioventù perduta. Incontra così Arnold, un uomo di cui s'innamora perdutamente.

## Promozione
Il primo trailer del film viene diffuso il 13 novembre 2018.

## Distribuzione
Il film è stato presentato al Toronto International Film Festival il 7 settembre 2018 e verrà distribuito nelle sale cinematografiche statunitensi a partire dall'8 marzo 2019, mentre in quelle italiane dal 7 marzo.

## Riconoscimenti
- 2019 - Satellite Awards[5]
  - Candidatura per la miglior attrice in un film commedia o musicale a Julianne Moore